# Fernsehturm Pécs
Der Fernsehturm Pécs ist ein 176 Meter hoher Fernsehturm aus Stahlbeton, der 1973 fertiggestellt wurde.
Sein Standort ist der 535 Meter hohe Berg Misina in der Nähe der ungarischen Stadt Pécs. Der Turm verfügt über eine Cafeteria mit Aussichtsplattform in 82 Metern Höhe und bietet durch seinen erhöhten Standort eine gute Fernsicht über das Mecsek-Gebirge und bis nach Kroatien. Das im Fuß befindliche Restaurant beherbergt eine Dinosaurier-Ausstellung.